# Yōjirō Muro
Yōjirō Muro (jap. 室洋二郎 Muro Yōjirō; ur. 5 lipca 1933) – japoński lekkoatleta, sprinter.
Podczas igrzysk olimpijskich w Tokio (1964) japońska sztafeta 4 × 100 metrów z Muro w składzie odpadła w półfinale z czasem 40,6.
Srebrny medalista uniwersjady w tej konkurencji (1961).
Złoty medalista mistrzostw kraju.
Dwukrotny rekordzista Japonii w sztafecie 4 × 100 metrów:
- 41,2 (2 września 1961, Sofia)[3]
- 40,4 (5 września 1964, Tokio)[3]

## Rekordy życiowe
- Bieg na 100 metrów – 10,70 (1961)